# Тавіняно
Тавіняно або ж Тавіньяно (фр. Tavignano корс. Tavignanu) — річка Корсики (Франція). Довжина 89 км, витік знаходиться на висоті 1 743  метрів над рівнем моря витікаючи з озера Ніно (lac de Nino) (1 743 м). Впадає в Тірренське море.
Протікає через 24 комуни департаменту Верхня Корсика та його кантонами: Корте (Corte), Бустаніко (Bustanico), Венако (Venaco), Венцоласка (Vescovato), Мота-Верде (Moïta-Verde).